# Maragondanahalli, Arsikere
Maragondanahalli là một làng thuộc tehsil Arsikere, huyện Hassan, bang Karnataka, Ấn Độ.